# Satyrus tristriata
Satyrus tristriata är en fjärilsart som beskrevs av Ramon Agenjo Cecilia 1963. Satyrus tristriata ingår i släktet Satyrus och familjen praktfjärilar. Inga underarter finns listade.